# Пореч
 Тази статия е за вида растения.  За рода вижте Пореч (род).  За града в Хърватия вижте Пореч (град).
Пореч[източник? (Поискан днес)] (Borago officinalis), 
още познато като „лечебна краставица“,[източник? (Поискан днес)] е едногодишно растение, разпространено в Средиземноморския басейн и натурализирано в много страни на Европа, Северна Африка и в Иран. Достига височина от 60 – 100 cm с власинки по цялото стъбло и листа; листата са разклонени, обикновени и дълги 5 – 15 cm. Цветовете са малки, сини и розови, с пет тесни, триъгълни издължения. Дава много семена и се самозасява, като така расте и се разпространява на мястото, където е било посадено или засято за първи път. В местата с мек климат поречът[източник? (Поискан днес)] цъфти през повечето време на годината.
В листата е открито малко количество (10 ppm от сухия стрък) от токсичните за черния дроб пиролизидни алкалоиди: интермедин, ликопсамин, амабилин и супинин. Листата имат вкус на прясна краставица и се използват за салати и супи, особено в Германия. По-известна готварска рецепта е т.нар. зелен сос (на немски: Frankfurter Grüne Sauce), който се прави от седем билки: магданоз, див керевиз, салатен лук, кресон, киселец, разваленка (Sanguisorba) и пореч[източник? (Поискан днес)].
Цветовете, които съдържат нетоксичния пиролизиден алкалоид тезинин, имат сладък, подобен на мед вкус и често се използват за декорация на десерти. Замразени в ледени кубчета, цветовете стават екзотични охладители на напитки.[източник? (Поискан днес)]
Маслото, което се извлича от семената, е добър източник на гама-линоленова киселина.
Поречът[източник? (Поискан днес)] е също богат на олеинова и палмитинова киселина, които имат хипохолестеролемичен ефект. Това масло регулира метаболизма и хормоналната система на човека и се смята от мнозина за добро средство срещу предменструален синдром. Поречът[източник? (Поискан днес)] облекчава и лекува настинки, бронхити и инфекции на дихателните пътища благодарение на противовъзпалителните си качества.
В стари времена наричали пореча и с турското му име худан или худан-чичек. Ползвали са пореча[източник? (Поискан днес)] само като билка, а употребата му като подправка била забранявана.[източник? (Поискан днес)]